# Исо Леро Џамба
Исо Леро (Београд, 10. јун 1953 — Београд, 23. септембар 1992), познатији под надимком Џамба,  био је српски криминалац. Поред надимка Џамба, Леро је био познат по надимцима „Краљ Дорћола” и „Дон Дорћола”
Нестао је 23. септембра 1992. године, након што га је претукло неколико припадника паравојне формације Арканови тигрови, у близини зграде Београђанке на Врачару.
Био је брат од тетке музичара Џеја Рамадановског.

## Биографија
Џамба је рођен 10. јуна 1953. године у етничкој ромској породици. Одрастао је у Добрачиној улици у београдском насељу Дорћол, где је његова породица делила двориште са Џамбиним рођаком по мајци, певачем Џејом Рамадановским.
Од ране младости бавио се криминалом, а 1976. године затворен је у Централни затвор у Београду због отимања ташни и туче на Београдској аутобуској станици. Док је био у затвору, Џамба је научио Кривични законик и пружао правне савете другим затвореницима. У затвору је добијао батине од чувара због своје бунтовне природе, а често је био насилан према силоватељима и хомосексуалцима.
Током седамдесетих и осамдесетих година, Џамба је као и већина криминалаца са простора Југославије чинио преступништва у Италији, Немачкој и Француској, али не и у СФРЈ. Био је у сукобу са Ђорђем Божовићем Гишком, али су се спријатељили док су обојица били у затвору у Италији. Џамба је такође био близак пријатељ Александра Кнежевића Кнелета, члана Вождовачког клана. Био је власник детективске агенције „Кармен”, а такође је радио на разбијању штрајкова у неколико фирми.
Нестао је 23. септембра 1992. године, након што га је претукло обезбеђење казина на челу са Вукашином Вулетом Гојаком, припадником паравојне формације „Арканови тигрови”. Гојак је чувао казино на 6. спрату зграде Београђанке. Према Гојаковим речима, Џамба је покушао да уђе у казино пијан и без карте, а једном од чувара претио је ватреним оружјем када му је забрањен приступ. Гојак тврди да је са обезбеђењем избацио Џамбу на улицу и да не зна шта се са њим после десило.
Према исказу Џамбине супруге Снежане Леро, група Арканових тигрова и навијача Делија претукла је Џамбу и одвела га у Ердут, те су га тамо и сахранили. Током кампање поводом избора за савезне посланике у Веће грађана Савезне скупштине СРЈ децембра 1992. године, Војислав Шешељ је тврдио да је Жељко Ражнатовић Аркан планирао убиство Џамбе. Наводи се да су Аркан и Џамба имали несугласице, када је Џамба наводно пуцао у Арканову фотографију у ресторану „Зона Замфирова” у Београду. Према Информативној служби емитовања, Џамба је припадао низу побијених криминалаца у Србији који су имали недостатак подршке у полицији. Вукашин Гојак који је оптужен за убиство Џамбе убијен је из снајперске пушке 1997. године.
У интервјуу за дневни лист Политика, певач Џеј Рамадановски изјавио је да је Џамба написао текстове две песме које је он касније снимио и објавио. Ради се о песмама Тешко је живети са Џејовог албума Зар ја да ти бришем сузе и Жута ружа / То је жена мојих снова, која се нашла на албуму под називом 1,2.

## Занимљивости
У филму Недеља, који прати живот популарног певача Џеја Рамадановског, Џамбу је тумачио Марко Јанкетић.